# کشتی مین‌جمع‌کن کلاس ریور
کشتی مین‌جمع‌کن کلاس ریور (به انگلیسی: River-class minesweeper) یک کلاس از کشتی است که طول آن ۴۷ متر (۱۵۴ فوت ۲ اینچ) می‌باشد.